# Jones's Wood
Jones's Wood (lit. 'El bosque de Jones') era un bloque de tierras de cultivo en la isla de Manhattan (Estados Unidos) con vistas al East River. El sitio fue ocupado anteriormente por las ricas familias Schermerhorn y Jones. Hoy, el sitio de Jones's Wood es parte de Lenox Hill, en el actual Upper East Side de la ciudad de Nueva York.

## Historia

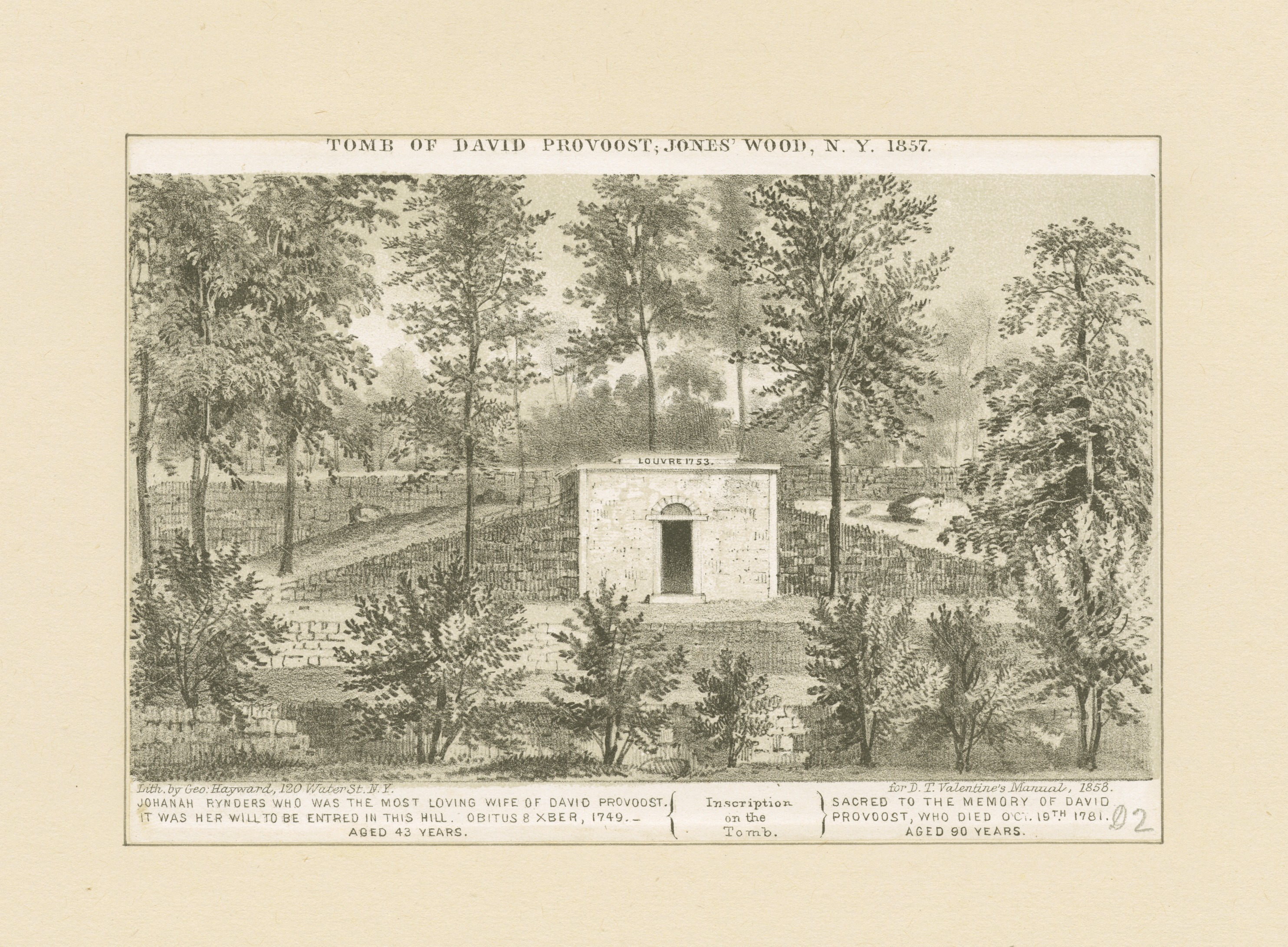
Tumba de David Provoost (1857)

La finca de 53 ha, conocida por sus propietarios del siglo XIX como la "Granja del Louvre", se extendía desde Old Boston Post Road (aproximadamente el curso de la Tercera Avenida) hasta el río y desde la actual calle 66 hasta la calle 75. Fue comprado a los herederos de David Provoost (fallecido en 1781) por el exitoso posadero y comerciante John Jones, para conseguir una residencia en el campo cerca de Nueva York. La casa Provoost, en la que Jones hizo su asiento, se encontraba cerca del pie de la calle 67 de hoy. Tras su muerte, la finca se dividió en lotes entre sus hijos. Su hijo James retuvo la casa y su lote. Su hija Sarah, que se había casado con el armador y comerciante Peter Schermerhorn el 5 de abril de 1804, recibió la División 1, la más cercana a la ciudad. En esa parte sureste de la propiedad de su suegro, Peter Schermerhorn, poco después de su matrimonio, había habitado por primera vez la modesta villa con vista al río al pie de la actual Calle 67.

### SigloXIX
En 1818, Peter Schermerhorn compró la propiedad contigua al sur de los herederos de la viuda de John Hardenbrook, Ann, y la agregó a la parte de la propiedad Jones de su esposa, de la cual estaba separada por Schermerhorn Lane que conducía a la bóveda funeraria de Hardenbrook con vista al río en la calle 66, llamó a su lugar Belmont Farm. Inmediatamente se mudaron a la casa más bonita de Hardenbrook, que daba al río, al pie de la calle Sesenta y cuatro Este; allí permaneció, habiendo muerto su esposa el 28 de abril de 1845. La casa de madera sobrevivió hasta la era de la fotografía, hasta 1911. Sobrevivió a un incendio de 1894 que arrasó Jones's Wood casi despejado y se mantuvo mientras el primer edificio del Instituto Rockefeller para la Investigación Médica, ahora la Universidad Rockefeller, se erigió al sur. El bloque de propiedad frente al río que ahora ocupa la Universidad Rockefeller es la pieza más grande que queda de Jones's Wood. La casa fue arrasada después de 1903.

#### Proyecto de un gran parque público
En 1850, Jones's Wood se convirtió en una alternativa para construir un gran parque público, lo que finalmente daría lugar a la creación de Central Park. La primera elección para el sitio del parque fue la finca arbolada de Jones/Schermerhorn en el East River. Editoriales intermitentes en el New York Tribune de Horace Greeley y en el Post de William Cullen Bryant habían ofrecido imágenes optimistas de la zona rural de Jones's Wood. El senador estatal James Beekman, que tenía una participación en la gran casa Beekman de estilo federal entre las calles 63 y 64 de hoy que colindaba con la modesta villa Hardenbrook-Schermerhorn, presionó a los concejales de la ciudad en 1850. En 1851 se aprobó debidamente una resolución para adquirir la propiedad Jones's Wood que, según dijo el New York Herald, "formaría una especie de Hyde Park para Nueva York".
Cuando los Jones y los Schermerhorn se mostraron reacios a desprenderse de la propiedad, Beekman presentó un proyecto de ley en el Senado estatal para autorizar a la ciudad a apropiarse de la tierra mediante dominio eminente. El proyecto de ley de Beekman se aprobó por unanimidad el 18 de junio de 1851; también fue aprobada por la Asamblea y el gobernador la convirtió en ley el 11 de julio. La propuesta de pagar las mejoras a través de una evaluación general encontró una fuerte oposición, ya que la mitad del costo de Jones's Wood se pagaría a través de evaluaciones de propiedades pagadas por todos los propietarios de la zona alta, incluidos aquellos que vivían tan lejos como Harlem. Los residentes del West Side de Manhattan también se opusieron por una razón diferente: sería demasiado lejos para ellos, en comparación con un parque ubicado en el centro. Andrew Jackson Downing, uno de los primeros paisajistas estadounidenses y un firme defensor de Central Park, declaró que preferiría un parque de al menos 202 ha en cualquier lugar desde la calle 39 hasta el río Harlem. : 452–453  En cualquier caso, los herederos de Jones y Schemerhorn posteriormente entablaron una demanda y obtuvieron con éxito una orden judicial para bloquear la adquisición, y el proyecto de ley fue posteriormente invalidado por inconstitucional.
Los argumentos clamorosos peleados en los periódicos sobre un parque de la ciudad luego cambiaron a propuestas para el Central Park de hoy en día. Otra sugerencia fue ampliar el Battery Park existente, una medida respaldada por la mayoría del público pero con la oposición de los comerciantes adinerados. Como compromiso, los concejales de la ciudad de Nueva York también votaron para expandir Battery Park a 10 ha. Incluso cuando creció la coalición para construir Central Park, los partidarios de Jones's Wood Park continuaron abogando por la adquisición del sitio, aunque todavía había disputas incluso dentro de este grupo. El terrateniente James Crumbie quería que la frontera sur se estableciera en la calle 66 para que su propiedad colindara directamente con el parque, mientras que los Schermerhorn querían que la frontera sur se ubicara dos cuadras al norte en la calle 68 para que sus tierras no fueran tomadas. El senador estatal Edwin Morgan presentó otro proyecto de ley para adquirir Jones's Wood en 1852, pero el proyecto de ley murió después de que Morgan cambiara su apoyo al plan de Central Park.
A medida que aumentaba el apoyo a Central Park, los defensores de Jones's Wood Park, como el terrateniente cercano James Hogg y el entonces incipiente The New York Times, afirmaron que los partidarios de Central Park estaban motivados por la especulación inmobiliaria. Central Park tenía una coalición de apoyo más amplia que Wood Park de Jones. Esto se debió en parte a la ubicación central del primero y en parte a que el sitio de Central Park estaba habitado por una comunidad de bajos ingresos llamada Seneca Village, que, según afirmaron los partidarios de Central Park, necesitaba ser remodelada. Los partidarios de Jones's Wood Park continuaron presionando por su sitio, utilizando tácticas cada vez más engañosas para hacerlo. Durante la sesión de 1853 de la Legislatura del Estado de Nueva York, Beekman convenció tanto a los senadores estatales como a los asambleístas para que reconsideraran el proyecto de ley de Jones's Wood y luego sobornó a un secretario de la corte para evitar que los medios informaran sobre la votación. Hogg realizó entrevistas con varios periódicos para asegurar el apoyo de los medios a Jones's Wood Park, aunque hubo un prejuicio considerable por parte de los periódicos en ambos lados del debate. Estos documentos crearon peticiones para apoyar cada posición, y cada una de las peticiones obtuvo al menos 20 000 firmas, pero se dijo que el diez por ciento de estas habían sido falsificadas. El público en general se mostró en su mayoría apático ante la disputa siempre que el resultado fuera un gran parque de la ciudad.
La disputa alcanzó su punto máximo a mediados de 1853 cuando Beekman y Morgan presentaron proyectos de ley en competencia que defendían respectivamente Jones's Wood y Central Park. A diferencia de la ley de 1851, el proyecto de ley enmendado de Beekman no tomaría en cuenta las evaluaciones de la propiedad, lo que se consideró como un movimiento para retener el apoyo de los propietarios vecinos. Ambos proyectos de ley finalmente se aprobaron, pero después de la aprobación del proyecto de ley de Jones's Wood, Beekman lo enmendó para que la ciudad estuviera obligada a tomar el terreno para Jones's Wood en lugar de simplemente crear una comisión para examinar la viabilidad de hacerlo. Los Schermerhorn y Jones demandaron para evitar que el proyecto de ley entrara en vigencia, y el juez de la Corte Suprema de Nueva York, James I. Roosevelt, invalidó el segundo proyecto de ley de Jones's Wood en enero de 1854, para consternación de Beekman y otros partidarios de Jones's Wood.

#### Hotel Jones's Wood
Peter Schermerhorn murió el 23 de junio de 1852, y durante la siguiente década, los primos Jones y Schermerhorn pronto descubrieron que, aunque habían conservado la posesión de su propiedad ajardinada, las presiones del inexorable crecimiento de la ciudad hacia el norte pronto los encerraron por dos lados. El robo casual de frutas de sus huertos y la presencia de cervecerías al aire libre alemanas a lo largo de Post Road en las puertas de su camino rural sombreado los animó a arrendar una parte de la tierra para un área de pícnic comercial y un popular hotel turístico, el Jones's Wood Hotel; el hotel amplió la antigua casa de Provoost, agregando un pabellón de baile, un campo de tiro e instalaciones para otros deportes. Jones's Wood se convirtió en el centro turístico de los neoyorquinos de clase trabajadora en las décadas de 1860 y 1870, que desembarcaban de los vapores de excursión y llegaban en los coches tirados por caballos y luego en el Ferrocarril de la Segunda Avenida, para disfrutar de la cerveza, el atletismo, los discursos patrióticos y los entretenimientos ruidosos que estaban prohibidos por las estrictas normas del nuevo Central Park de la ciudad.
Valentine Mager, el propietario, anunció deliberadamente en The New York Times el 25 de abril de 1858 que sus terrenos (ampliados por arrendamientos adicionales de Joneses y Schermerhorns) eran "en general, el único lugar en la isla donde una persona puede disfrutar o ponerse cómodo". El discurso de Thomas Francis Meagher en el "Monster Irish Festival" en Jones's Wood el 29 de agosto de 1861 fue lo suficientemente memorable como para que se imprimieran extractos entre inspiradores ejemplos de oratoria en Beadle's Dime Patriotic Speaker (1863, p. 55).
La sección norte de la Granja del Louvre, como todavía la llamaban las familias, desde las calles 69 a la 75, se dividió en lotes en 1855, se anunció al público como parte de la "hermosa propiedad tan conocida como Jones's Wood" y se vende para desarrollo residencial.
El año 1873 marcó el último del viejo Wood, ya que se talaron árboles para permitir la construcción. Varios propietarios sucedieron en los contratos de arrendamiento del parque de atracciones, y John F. Schultheis, que había comprado algunos lotes de Schermerhorn directamente, erigió su "Coliseo" alrededor de 1874. Ocupaba todo el frente de Avenue A (ahora York Avenue) entre las calles 68 y 69, proporcionando una entrada a Jones's Wood, y se extendía sobre la mayor parte del terreno hacia el río. Tenía capacidad para 14 000 espectadores. Al norte, Schultheis estableció un segundo lugar de pícnic, al que llamó "Washington Park". Debajo del acantilado, justo en la orilla del río, se alquiló una estructura de estilo neogriego de un solo piso detrás de una columnata, que según un periodista de The New York Times fue una capilla frente al río erigida por los Schermerhorn para los servicios dominicales de sus vecinos a lo largo del río como casa de baños por el Pasatiempo Athletic Club en 1877; permanecieron allí durante veinte años, mientras que Schultheis aumentó gradualmente su alquiler anual de 180 a 1250 dólares, luego se fue a la calle 90 y al East River.
"Jones's Wood, el término general e inclusivo para el vecindario, fue arrasado por un incendio en 1894", registró Hopper Striker Mott en 1917. "Al amanecer del 16 de mayo, los acantilados del East River desde la calle 67 hasta la 71 fueron prácticamente barridos de edificios". El fuego cubrió 4 ha. Cincuenta caballos perecieron en los establos, y el camión de bomberos "Silver King" fue alcanzado por las llamas e incinerado. La casa de Jones, ocupada por John F. Schultheis, Jr., se quemó, pero la casa de Schemerhorn, que se encontraba en el camino de la calle 67, se salvó. En el sitio ahora se encuentran varias instituciones: Weill Cornell Medical Center y el Hospital for Special Surgery.

### SigloXX
En 1903, John D. Rockefeller compró el bloque restante de la granja Schermerhorn, que ya se había subdividido en unos 110 lotes, en preparación para la venta, y se extendió desde la calle 64 hasta la calle 67, y desde la avenida A hasta la "calle exterior" recién trazada, por 700 000 dólares. Las calles 65 y 66 nunca habían sido cortadas a través de la propiedad y fueron eliminadas del mapa. La Calle Exterior proyectada a lo largo del río se incluyó en la actual FDR Drive. Este es el sitio actual de la Universidad Rockefeller.
Para 1911, "La casa de campo Schermerhorn en Jones Wood, donde hasta hace poco también había una residencia Schermerhorn, ahora es el sitio de viviendas modelo. Las propiedades inmobiliarias de la familia ocupan el tercer lugar en la escala de los que tienen propiedad durante dos siglos", declaró Town & Country el 26 de mayo de 1911, exagerando en aproximadamente un siglo. El nombre de Jones's Wood se mantuvo en Jones Wood Gardens, un jardín privado ultra exclusivo establecido en 1920 en las calles 65 y 66 entre las avenidas Third y Lexington. El jardín solo tenía doce llaves y estaba destinado a los residentes de 157-167 East 65th Street y 154-166 East 66th Street, un grupo de trece casas adosadas construidas por Edward Shepard Hewitt en 1920.